# Neobisium reductum
Espèce
Neobisium reductum est une espèce de pseudoscorpions de la famille des Neobisiidae.

## Distribution
Cette espèce est endémique de Catalogne en Espagne. Elle se rencontre à Abella de la Conca dans la grotte Cova de la Vall, à Baix Pallars dans la grotte Cova del Salt de la Bruixa, à Bagà dans la grotte Cova de Como Castellana, en Basse-Cerdagne dans la grotte Fou de Bor et dans le Montsec dans la grotte Avenc del Curs.

## Description
Le mâle holotype mesure 2,4 mm et les femelles de 2,9 à 3,3 mm.

## Publication originale
- Mahnert, 1977 : Spanische Höhlenpseudoskorpione. Miscelanea Zoologica, vol. 4, no 1, p. 61-104 (texte intégral).